# كلاتة خوني (فريمان)
كلاتة خوني (بالفارسية: کلاته خونی) هي قرية تقع في قسم بالابند الريفي في إيران. يقدر عدد سكانها بـ 21 نسمة .